# Gilberto Macena
Gilberto Macedo da Macena (Río de Janeiro, Brasil, 1 de abril de 1984) es un futbolista brasileño juega de centro-delantero.
Debutó en 2004 con el Comercial Futebol Clube (Ribeirão Preto). En el 2005 fichó por el Holbæk B&I, jugando 22 partidos y marcando 16 goles. Fichó por el AC Horsens en 2006, siendo su mayor goleador al marcar 81 goles en más de 175 partidos. Junto con su excompañero de equipo Rawez Lawan ha marcado muchos goles durante las últimas temporadas. Tiene como número de su dorsal el 9.

## Clubes
| Club                                     | País           | Año       |
| ---------------------------------------- | -------------- | --------- |
| Comercial Futebol Clube (Ribeirão Preto) | Brasil         | 2004-2005 |
| Holbæk B&I                               | Dinamarca      | 2005-2006 |
| AC Horsens                               | Dinamarca      | 2006-2012 |
| Shandong Luneng Taishan FC               | China          | 2012-2013 |
| Hangzhou Greentown F.C.                  | China          | 2014      |
| Buriram United                           | Tailandia      | 2015      |
| Al-Qadisiyah FC                          | Arabia Saudita | 2015-2016 |
| Bangkok United                           | Tailandia      | 2016-2017 |
| Chiangrai United                         | Tailandia      | 2018      |
| Holbæk B&I                               | Dinamarca      | 2019      |